# Kazimir Malevich
Kazimir Severinovich Malevich (em russo:  Казимир Северинович Малевич, em polonês/polaco:  Kazimierz Seweryn Malewicz; Kiev, 23 de fevereiro [Calend. juliano: 11 de fevereiro] 1879 – São Petersburgo, 15 de maio de 1935) foi um pintor abstrato russo de ascendência polaca. Fez parte da vanguarda russa e foi o mentor do movimento conhecido como suprematismo.

## Biografia
Kazimir Maliévitch nasceu perto de Kiev, na Ucrânia. Seus pais, Seweryn e Ludwika Malewicz, eram poloneses étnicos e ele foi batizado na Igreja Católica Romana. O pai foi supervisor nas refinarias de açúcar, pelo que era obrigado a viajar constantemente.
Em Parjómovka, Kazimir completa os cinco anos de Escola de Agricultura; gosta do campo e aprende por si mesmo a pintar as paisagens e os camponeses que o rodeiam. Em Konotop dedica-se exclusivamente a pintar e produzir a sua primeira obra. Em meados dos anos 1890 consegue ser admitido na Academia de Kiev.
Em 1904, após a morte de seu pai, Maliévitch mudou-se para Moscovo, onde estudou na Escola de Pintura, Escultura e Arquitectura de 1904 a 1910 e no estúdio de Fedor Rerberg, em Moscovo (1904-1910). Foi um período de muitas descobertas para o jovem artista. Em Moscou, graças a coleções importantes de quadros franceses de S.I. Chtchukine e de I.A. Morozov, Maliévtich conheceu o impressionismo, o cubismo e o fovismo.
Trabalhou com os poetas Alexei Kruchenykh e Velimir Khlebnikov, e em 1913, fez os cenários da opera futurista Vitória sobre o sol (libreto de Kruchenykh, prólogo de Khlebnikov, música de Mikhaïl Matyujin). Era o período do alogismo, da obra ininteligível, que seria substituída pelo suprematismo.

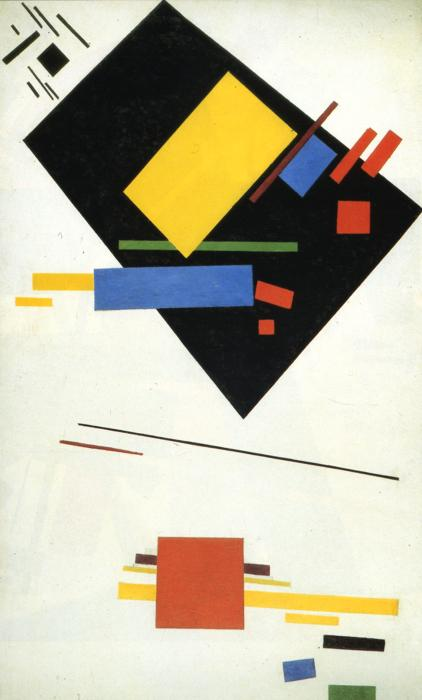
Suprematismo (1915)

Em 1911, participou na segunda exposição do grupo vanguardista Soyuz Molodyozhi ("União da Juventude"), em São Petersburgo, juntamente com Vladimir Tatlin. Em 1912, o grupo realizou a sua terceira exposição, que incluiu obras de Aleksandra Ekster, Tatlin e outros. No mesmo ano, participou da exposição colectiva Rabo do burro, em Moscovo. Nessa altura as suas obras foram influenciadas por Natalia Goncharova e Mikhail Larionov, pintores russos de vanguarda que estavam particularmente interessados no folclore russo chamado lubok.
Ao lado de Kandinsky e Mondrian, Maliévitch é um dos inventores e teóricos da arte não figurativa. Como fundador do Suprematismo, levou o abstracionismo geométrico à sua forma mais simples, sendo o primeiro artista a usar elementos geométricos abstratos.

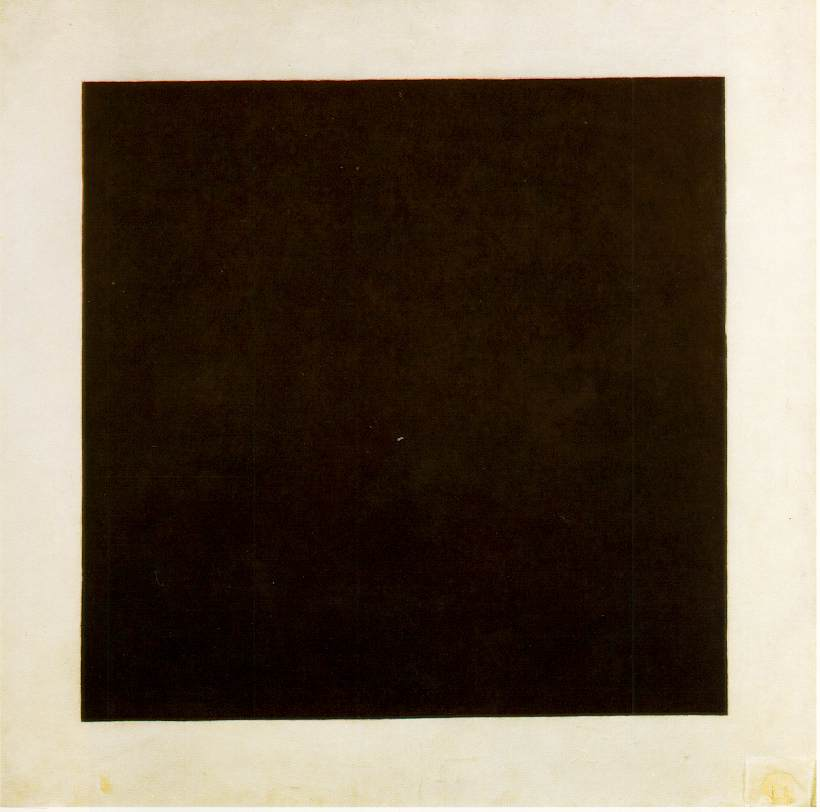
Quadrado negro sobre fundo branco (1915), óleo sobre tela

O Quadrado negro sobre fundo branco, pintado entre 1913 e 1915, constituiu uma ruptura radical com a arte existente na época. É composto por dois quadrados, um dentro do outro, com os lados paralelos aos da tela. A obra foi apresentada pela primeira vez na exposição 0,10 em Petrogrado, com 38 outras obras supremasitas, marcando o lançamento do manifesto e o início do movimento.
Entre 1915 e 1916 trabalhou com outros artistas suprematistas em uma cooperativa de artesãos e camponeses em Skoptsi e Verbovka. Em 1916-1917 participou de exposições do grupo Valet de carreau em Moscou juntamente com Nathan Altman, David Burliuk e Aleksandra Ekster, entre outros.
É por sua concepção da relação entre arte pura e arte aplicada que Maliévitch entra em conflito com os construtivistas.
Com a Revolução de 1917, Malevich trabalha como professor e pesquisador. Sua primeira exposição individual foi inaugurada em 1919, em Moscovo.
De 1919 a 1922 o artista viveu e trabalhou em Vitebsk, como professor. Fundou o grupo UNOVIS (afirmadores da nova arte) constituído por alguns dos seus alunos. Nessa época escreveu a maior parte dos seus textos filosóficos e teóricos. A partir de 1923, o artista viveu em Petrogrado, continuando a ensinar. Por volta de 1925, começa a construir os architectons, composições suprematistas espaciais. Em 1927, Malevich expôs suas obras pela primeira vez em Berlim e retornou à arte figurativa. Deixou na Alemanha 70 quadros e um manuscrito "O suprematismo ou o mundo sem objeto", publicado pela Bauhaus.
Durante a guerra, cerca de quinze dos seus quadros desapareceram e jamais foram reencontrados. Uma parte deles está atualmente no Stedelijk Museum de Amsterdam e outra, no MoMA de Nova York.
Em 1929, foi acusado pelo governo soviético de "subjectivismo" e nos anos que se seguiram foi continuamente atacado pela imprensa. Perdeu suas funções oficiais e chegou a ser preso e torturado. Morreu abandonado e na pobreza, em São Petersburgo, em 1935. Apesar de ter recebido funerais oficiais, a condenação de sua obra e do suprematismo foi seguida de um esquecimento de décadas. O reconhecimento do artista só ocorreu a partir dos anos 1970. Desde então, numerosas retrospectivas pelo mundo consagraram Kasimir Malevitch com um mestre da arte abstrata.